# Сермешаг
Сермешаг (рум. Sărmășag) — село у повіті Селаж в Румунії. Адміністративний центр комуни Сермешаг.
Село розташоване на відстані 410 км на північний захід від Бухареста, 24 км на північний захід від Залеу, 85 км на північний захід від Клуж-Напоки.

## Населення
За даними перепису населення 2002 року у селі проживали 4710 осіб.
Національний склад населення села:
| Національність | Кількість осіб | Відсоток |
| -------------- | -------------- | -------- |
| угорці         | 3806           | 80,8%    |
| румуни         | 819            | 17,4%    |
| цигани         | 80             | 1,7%     |

Рідною мовою назвали:
| Мова      | Кількість осіб | Відсоток |
| --------- | -------------- | -------- |
| угорська  | 3820           | 81,1%    |
| румунська | 841            | 17,9%    |
| циганська | 47             | 1,0%     |